# Allied Command Europe Mobile Force - Land
La Allied Command Europe Mobile Force - Land era un comando NATO a livello brigata esistente dal 1960 al 2002, antesignana della NATO Response Force, che guidava una forza, costituita, per mobilitazione "su chiamata", da reparti di fanteria leggera a livello battaglione, forniti e designati dai vari paesi membri, il cui ruolo era quello di una forza di reazione immediata, in grado di rischierarsi sul campo, entro 48 ore dall'inizio della crisi, pronto al combattimento per poi avere il rinforzo, entro una settimana dall'inizio della crisi, delle forze di intervento rapido, rappresentate dall'Allied Rapid Reactions Corps, che per l'Italia era la FIR costituita da unità specializzate delle Forze armate italiane nel 1986.
Lo scopo di tale forza composita e multinazionale era dimostrare la volontà dei paesi aderenti alla NATO di partecipare uniti alla difesa di qualsiasi paese membro, tramite rischieramento veloce di reparti appartenenti a diverse nazioni sui confini minacciati di quel paese.

## Stati partecipanti
Gli stati che hanno partecipato alla costituzione della forza furono i seguenti:
- Stati Uniti
- Canada
- Italia
- Belgio
- Paesi Bassi
- Lussemburgo
- Germania
- Regno Unito

Gli Stati Uniti rendevano disponibili per tale forza un battaglione di Marines o di paracadutisti, così come il Regno Unito un battaglione di Royal Marines Commandos o un battaglione del Parachute Regiment, la Germania un battaglione di Fallschirmjäger (paracadutisti), il Belgio il proprio reparto "Paracommando".
Le esercitazioni venivano effettuate, in maniera sistematica per decenni al ritmo di due all'anno, normalmente una nel nord della Norvegia in inverno e una in Turchia al confine con l'ex-Unione Sovietica in estate, ma anche in Danimarca e in Grecia e in altri paesi appartenenti alla NATO, mettendo a contatto reparti d'élite di
diverse nazionalità, spesso composti da militari professionisti.
Nel mese di novembre 1965, l'esercitazione Eastern Express sul fianco sudorientale della NATO, che ha avuto luogo in Turchia, ha visto impegnati 3.500 soldati provenienti da Stati Uniti, Regno Unito, Belgio, Germania e Italia al comando del maggior generale britannico Michael Fitzalan-Howard.
Nel 1970 a Narvik nel nord della Norvegia sul fianco settentrionale della NATO, l'esercitazione Arctic Express ha visto l'impiego di 4000 soldati.
Il primo impiego operativo della AMD (L) è stato nel 1991, durante la Guerra del Golfo, quando una parte della sua componente aerea è stata destinata a presidiare il confine tra Iraq e Turchia per far fronte ad una potenziale minaccia per il territorio di uno stato membro.
L'AMF (L) è stata una delle formazioni della NATO impiegate in Norvegia durante l'esercitazione Strong Resolve 1998.
L'AMF (L) ha poi costituito il nucleo del dell'Albania Force (AFOR), una forza internazionale a guida NATO responsabile per della distribuzione di aiuti umanitari ai profughi del Kosovo in Albania durante la crisi del Kosovo del 1999.

## La partecipazione italiana
L'Esercito Italiano ha messo a disposizione un gruppo tattico costituito inizialmente dal battaglione alpino "Susa" di Pinerolo, dalla 40ª batteria del Gruppo di artiglieria da montagna "Pinerolo" di Susa, dal Reparto di Sanità Aviotrasportabile (101º ospedale da campo di Torino) e dalla NSU (National Support Unit, prevalentemente formato da Personale del battaglione logistico "Taurinense"), tutti reparti della Brigata alpina "Taurinense", a cui venne aggiunta in un primo tempo la Compagnia alpini paracadutisti e infine, nel 1986 con la costituzione del contingente "Cuneense", anche la Compagnia Genio Guastatori di Abbadia Alpina e, fino al 1992, la compagnia controcarri di Torino, anche queste appartenenti alla brigata "Taurinense". Il contingente "Cuneense", doveva il suo nome per onorare la memoria della 4ª Divisione alpina "Cuneense", immolatasi nel corso della seconda guerra mondiale nella campagna di Russia. Nel 1992 la compagnia controcarri di brigata venne soppressa a seguito della riforma che
prevedeva la trasformazione dei battaglioni alpini in reggimenti.

## Esercitazioni

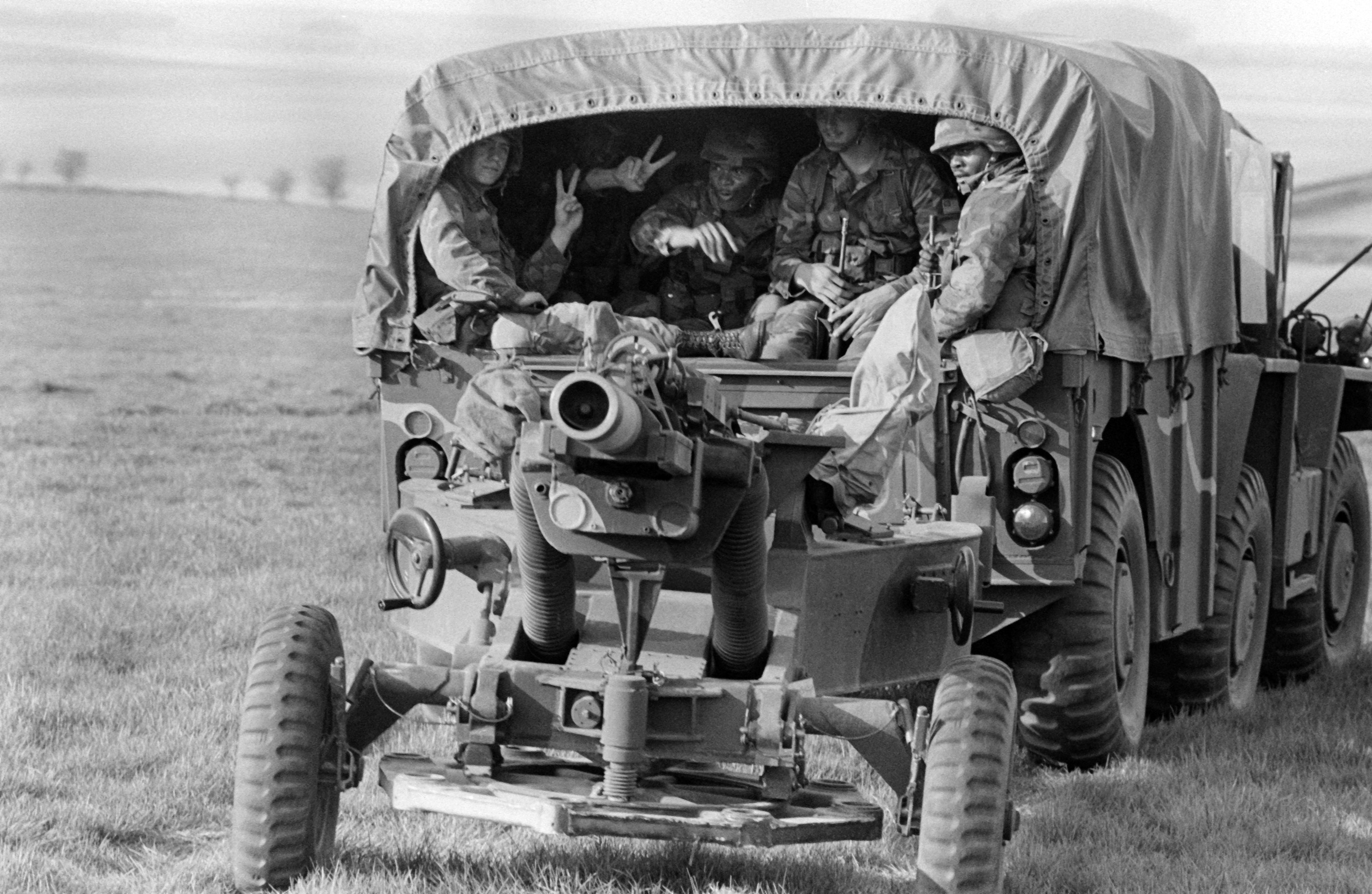
soldati americani impegnati nel traino di un obice durante l'esercitazione Ardent Ground nel 1987

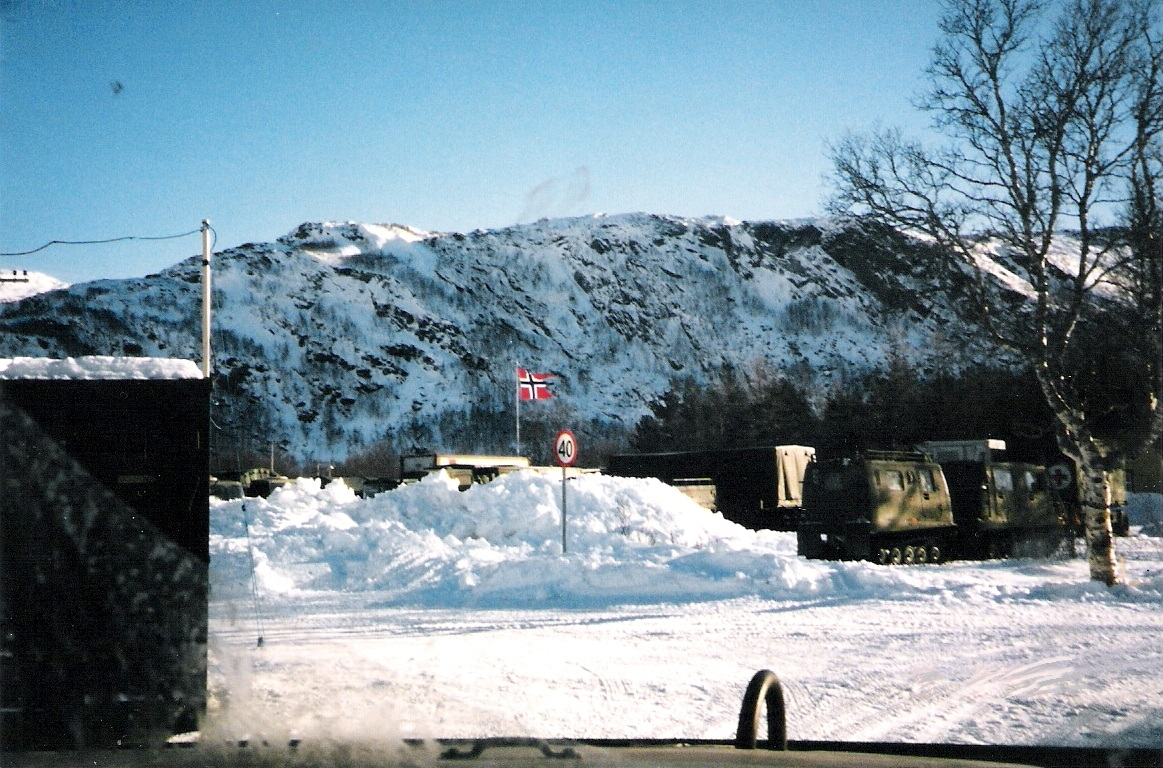
Truppe della AMF-L impegnate nel 1998 in Norvegia nell'esercitazione Strong Resolve

La AMF-L ha condotto annualmente delle esercitazioni:
- 1961 First Try, Sardegna  Italia
- 1962 Southern Express,  Grecia
- 1963 Northern Trail Finnmark,  Norvegia
- 1963 Northern Express,  Norvegia
- 1963 Summer Marmara Express,  Grecia
- 1964 Northern Raw,  Norvegia
- 1965 Winter Trail,  Norvegia
- 1965 "Ardent Ground",  Germania
- 1965 Eastern Express,  Turchia
- 1966 Barbara 66,  Regno Unito
- 1966 Summer Barbara Express,  Turchia
- 1966 Summer Marmara Express,  Grecia e  Turchia
- 1967 Barbara 67,  Italia
- 1967 Sunshine Express,  Grecia
- 1968  Grecia
- 1969 Green Express  Danimarca
- 1969 Olympic Express,  Turchia
- 1970 Arctic Express, Narvik,  Norvegia
- 1970 Deep Express,  Turchia
- 1971 Hellenic Express,  Grecia
- 1972 Canadian Club,  Germania
- 1975 Advent Express,  Regno Unito
- 1975 Deep Express,  Turchia
- 1976 Atlas Express,   Norvegia
- 1976 Halina Express,  Regno Unito
- 1977 Schwarzer Husar,  Regno Unito
- 1977 Arrow Express, Danimarca, Naestved (settembre 1977)
- 1980 Anorak Express,  Norvegia
- 1980 Ardent Ground,  Regno Unito
- 1981 Amber Express,  Danimarca
- 1981 Ardent Ground,  Portogallo
- 1982 Alloy Express,  Norvegia
- 1983 Ardent Ground,  Belgio
- 1984 Avalanche Express Norvegia Ardent Ground,  Regno Unito
- 1985 Archway Express,  Turchia
- 1986 Ardent Ground,  Belgio
- 1987 Ardent Ground,  Regno Unito
- 1987 Accord Express,  Danimarca
- 1987 Aurora Express,  Turchia
- 1988 Arrowhead Express,  Norvegia
- 1988 Alley Express,  Turchia
- 1989 Ardent Ground,  Italia
- 1989 Armanda Exchange, Sardegna,  Italia
- 1989 Action Express,  Danimarca
- 1990 Array Encounter 90,  Norvegia
- 1991 Action Express,  Danimarca
- 1992 Ardent Ground,Otterburn (Northumberland),  Regno Unito
- 1992 Alley Express,  Turchia
- 1992 Arena Exchange,  Italia
- 1992 Action Express,  Danimarca
- 1993 Ardent Ground,  Belgio
- 1994 Arctic Express,  Norvegia
- 1994 Ardent Ground, Baumholder,  Germania
- 1994 Arrow Exchange,  Turchia
- 1994 Strong Resolve,  Norvegia
- 1995 Arctic Express,  Norvegia
- 1996 Cooperative Adventure Express,  Belgio
- 1997 Adventure Express,  Norvegia
- 1997 Ardent Ground,  Turchia
- 1998 Strong Resolve,  Norvegia
- 2000 Joint Winter,,  Norvegia
- 2001 Adventure Exchange,  Turchia
- 2002 Cooperative Adventure Exchange,  Ucraina